# Reconstructionist Rabbinical College

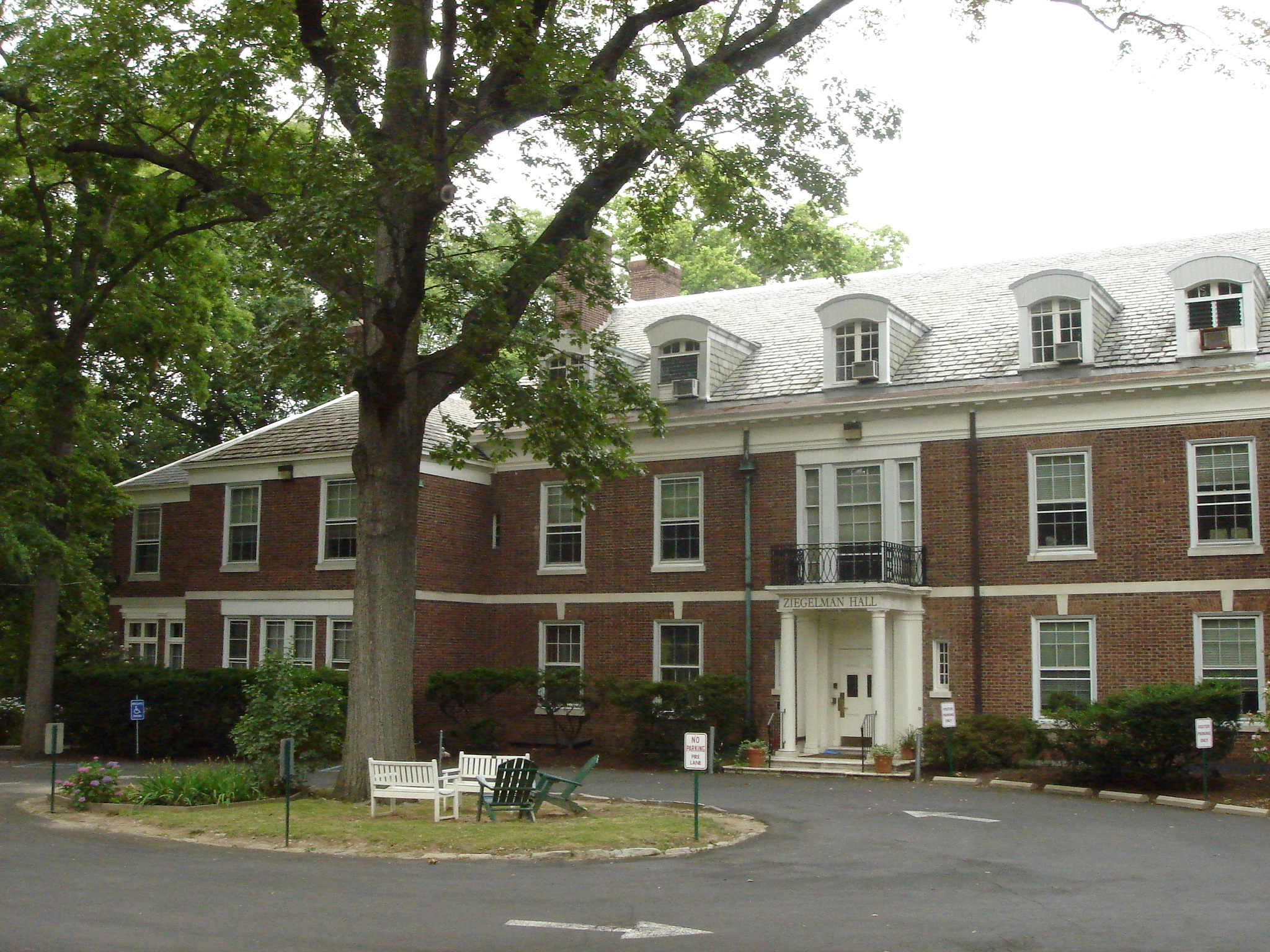
Vista del Reconstructionist Rabbinical College nel 2008

Il Reconstructionist Rabbinical College (RRC) è l'unico seminario ebraico ricostruzionista.
Il seminario si trova negli Stati Uniti in Pennsylvania, a Wyncote, nei pressi di Philadelphia ed è accreditato presso la Middle States Association of Colleges and Schools.
Il college fu fondato nel 1968 dal rabbino Mordecai Kaplan, padre dell'Ebraismo ricostruzionista.
I presidenti del RRC sono stati Ira Eisenstein (1968-1981), Ira Silverman, Arthur Green (1986-1993), David A. Teutsch (1993-2002) and Dan Ehrenkrantz.